# Кезерсберг (кантон)
Ке́зерсберг (фр. Kaysersberg) — кантон у Франції, в департаменті Верхній Рейн регіону Ельзас.

## Склад кантону
Кантон включає в себе 12 муніципалітетіів:
| Муніципалітет | Площа | Населення, осіб | Рік  |
| ------------- | ----- | --------------- | ---- |
| Аммершвір     | 19,66 | 1913            | 2007 |
| Бебленайм     | 5,61  | 943             | 1999 |
| Беннвір       | 6,59  | 1304            | 2007 |
| Енгерсайм     | 7,44  | 4531            | 2006 |
| Зелленберг    | 4,96  | 394             | 2006 |
| Каценталь     | 3,50  | 538             | 2006 |
| Кезерсберг    | 24,82 | 2676            | 1999 |
| Кінцайм       | 4,83  | 827             | 1999 |
| Міттельвір    | 2,42  | 823             | 1999 |
| Нідерморшвір  | 3,35  | 585             | 1999 |
| Рикевір       | 17,04 | 1273            | 2006 |
| Сігольсайм    | 5,80  | 986             | 1999 |

## Консули кантону
| Період    | Консул            | Посада                        |
| --------- | ----------------- | ----------------------------- |
| 1985—2004 | Jean-Paul Schmitt | Мер муніципалітету Беннвір    |
| 2004—2011 | Henri Stoll       | Мер муніципалітету Кезерсберг |

| Франція | Це незавершена стаття з географії Франції. Ви можете допомогти проєкту, виправивши або дописавши її. |